# Serafino Vannutelli
Serafino kardinál Vannutelli (26. listopadu 1834, Genazzano – 19. srpna 1915, Řím) byl italský kardinál.

## Životopis
Serafino Vannutelli byl vysvěcen na kněze v roce 1860 a působil jako profesor katolické teologie a vatikánský diplomat. V roce 1869 byl jmenován titulárním biskupem z Nicaea. Biskupské svěcení přijal 18. července 1869, světitelem byl Costantino Patrizi Naro.
Roku 1875 se stal apoštolským nunciem v Belgii a 1880 v Rakousku-Uhersku.
Papež Lev XIII. ho 14. března 1887 jmenoval kardinálem knězem s titulárním kostelem Santa Sabina. V roce 1888 se stal kardinálem prefektem a 1891 kancléřem kardinálského kolegia. V roce 1893 byl půl roku arcibiskupem v Bologni a poté kardinálem biskupem z Frascati. 20. listopadu 1899 získal titul Poenitentiarius maior, a v roce 1913 byl jmenován děkanem kolegia. V období 1903 až 1908 působil jako tajemník Kongregace pro nauku víry. Při volbě papeže v roce 1903 byl kandidátem Trojspolku.
Kardinál Vincenzo Vannutelli byl jeho bratr. Spolu s ním patřil k přívržencům Johna Augustina Zahma a přimlouvali se u papeže, aby jeho kniha Evolution and Dogma, která podporuje myšlenky Charlese Darwina, nebyla zařazena na index zakázaných knih.